# Oreogrammitis similis
Oreogrammitis similis är en stensöteväxtart som beskrevs av Barbara S. Parris. Oreogrammitis similis ingår i släktet Oreogrammitis och familjen Polypodiaceae. Inga underarter finns listade.